# 토미슬라브 이비치
토미슬라브 이비치(크로아티아어: Tomislav Ivić, 1933년 6월 30일 ~ 2011년 6월 24일)는 크로아티아의 전 축구 미드필더 및 축구 감독이었다.
1953년 크로아티아의 RNK 스플리트에서 데뷔했으며, 1957년 하이두크 스플리트로 이적해 1963년까지 활약하였다. 은퇴 이후에는 크로아티아의 RNK 스플리트와 하이두크 스플리트, 디나모 자그레브, 크로아티아 축구 국가대표팀, 네덜란드의 아약스, 벨기에의 안데를레흐트, 스탕다르 리에주, 터키의 갈라타사라이, 페네르바흐체, 이탈리아의 아벨리노, 그리스의 파나티나이코스, 포르투갈의 포르투와 벤피카, 프랑스의 파리 생제르맹과 올랭피크 드 마르세유, 스페인의 아틀레티코 마드리드, 아랍에미리트의 알와슬과 아랍에미리트 축구 국가대표팀, 이란의 페르세폴리스와 이란 축구 국가대표팀, 사우디아라비아의 알이티하드 등 총 11개의 국가의 클럽 및 국가대표팀에서 감독 생활을 했다.
유고슬라비아 1부 리그, 네덜란드 에레디비시, 벨기에 주필러리그, 그리스 수페르리가 엘라다, 포르투갈 리가 등 5개 국가의 리그에서 7차례 우승한 경력으로 인해 2007년 이탈리아의 신문사인 라 가제타 델로 스포르트로부터 '역사상 가장 성적이 좋은 축구 감독'으로 선정되기도 했다. 그 뒤 당뇨병과 심근 경색으로 투병 생활을 하다가 2011년 6월 24일 스플리트에 있는 자신의 집에서 사망했다.

## 수상

#### 하이두크 스플리트
- 유고슬라비아 퍼스트 리그 : 1973–74, 1974–75, 1978–79
- 유고슬라브 컵 : 1971–72, 1973, 1974, 1975–76

#### AFC 아약스
- 에레디비시 : 1976-77

#### RSC 안더레흐트
- 퍼스트 디비전 : 1980-81

#### FC 포르투
- 프리메이라리가 : 1987-88
- 타사 데 포르투갈 : 1988
- 유로피언 슈퍼컵 : 1987
- 인터컨티넨탈컵 : 1987

#### 올랭피크 드 마르세유
- 디비시옹 1 : 1991-92

#### 알이티하드
- 사우디 크라운 프린스컵 : 2004

#### 아랍 에미리트
- AFC 아시안컵 준우승 : 1996